# Jorăști
Jorăști is een Roemeense gemeente in het district Galați.
Jorăști telt 1982 inwoners.